# یواس‌اس گراکل (ای‌ام‌اس-۱۳)
یواس‌اس گراکل (ای‌ام‌اس-۱۳) (به انگلیسی: USS Grackle (AMS-13)) یک کشتی بود که طول آن ۱۳۶ فوت (۴۱ متر) بود. این کشتی در سال ۱۹۴۳ ساخته شد.